# ملكة جمال الجزائر
مسابقة ملكة جمال الجزائر، أو (لؤلؤة الجزائر) (بالفرنسية: Miss Algérie)‏ هي مسابقة سنوية لجمال الفتيات غير المتزوجات، تجري كل عام بدءا منذ عام 1985 في الجزائر العاصمة، وتبث حصريا على قناة التلفزيون الجزائري. يرأس اللجنة ويشرف على المسابقة منذ عام 2000 السيد عصام سعدي رئيس وكالة «مانكينا».

## تاريخ
بعد توقف دام 10 سنوات كاملة، تعود مسابقة اختيار ملكة جمال الجزائر للانعقاد سنة 2000. ويتم اختيار 20 فتاة تتراوح أعمارهن بين 18 و 26 سنة، من المدن الجزائرية الكبرى، للمشاركة في المسابقة، بشرط "أنه لا ينبغي أن يقل طول المتسابقات عن 1.7 متر، وأن يتمتعن بمقاييس جسدية مناسبة، فضلا عن تلقيهن دروسا في اللغة الفرنسية"، وتوقفت المسابقة، التي انطلقت عام 1996، بعد وفاة مؤسسها (شيرادي حمداد) عام 2003، قبل أن يعيدها ابنه فيصل، وقد تأثرت سلبا بموجة العنف التي ضربت الجزائر، ولقد واجهت محاولات إعادة تنظيم المسابقة "صعوبات كبيرة متعلقة بالتنظيم بسبب ندرة الشركات الراعية"، حيث تشارك لؤلؤة الجزائر المتوجة باللقب في مسابقة ملكة جمال العالم ومسابقة "أفضل موديل في العالم" التي تقام في بروكسل، هدف المشاركة تمثيل جمال وثقافة وتقاليد المرأة الجزائرية خلال مسابقة ملكة جمال العالم".

## الفائزات
| السنة | ملكة جمال الجزائر | المدينة                   |
| ----- | ----------------- | ------------------------- |
| 1999  | سارة بسام         | عاصمة الجزائر حاليا       |
| 2002  | لمياء ساودي       | - غير معلوم، ليس بالجزائر |
| 2013  | ريم عماري         | - غير معلوم، بالجزائر     |
| 2014  | فاطمة الزهراء     | البويرة                   |
| 2015  | أميرة عيساوي      | تيارت                     |
| 2017  | هناء مالك         | تيارت                     |
| 2018  | رانيا بن عيوش     | تيارت                     |
| 2019  | خديجو بن حمو      | أدرار                     |
| 2020  | سهى زايد          | بجاية                     |
| 2021  | سهى زيد           | تيارت                     |
| 2022  | ميليسا حمومراوي   | بجاية                     |

## تعليقات عنصرية ضد خديجة بن حمو
واجهت خديجة بن حمو، أول جنوبية تفوز باللقب، تعليقات عنصرية بعد فوزها، حيث وصفها البعض بأنها «قبيحة» وقالوا لها «عار عليك»، تطاولًا عليها للون بشرتها وملامح وجهها. قامت خديجة بنشر ردود شديدة اللهجة وأضافت ضمن بيانات قامت بنشرها: «لا تحكموا على الإنسان قبل أن تعرفوه...فلا يوجد فرق بين الأبيض والأسود»

## وصلات خارجية
- الطبعة الثالثة لمسابقة ملكة جمال الجزائر 2015